# 阿罗约门

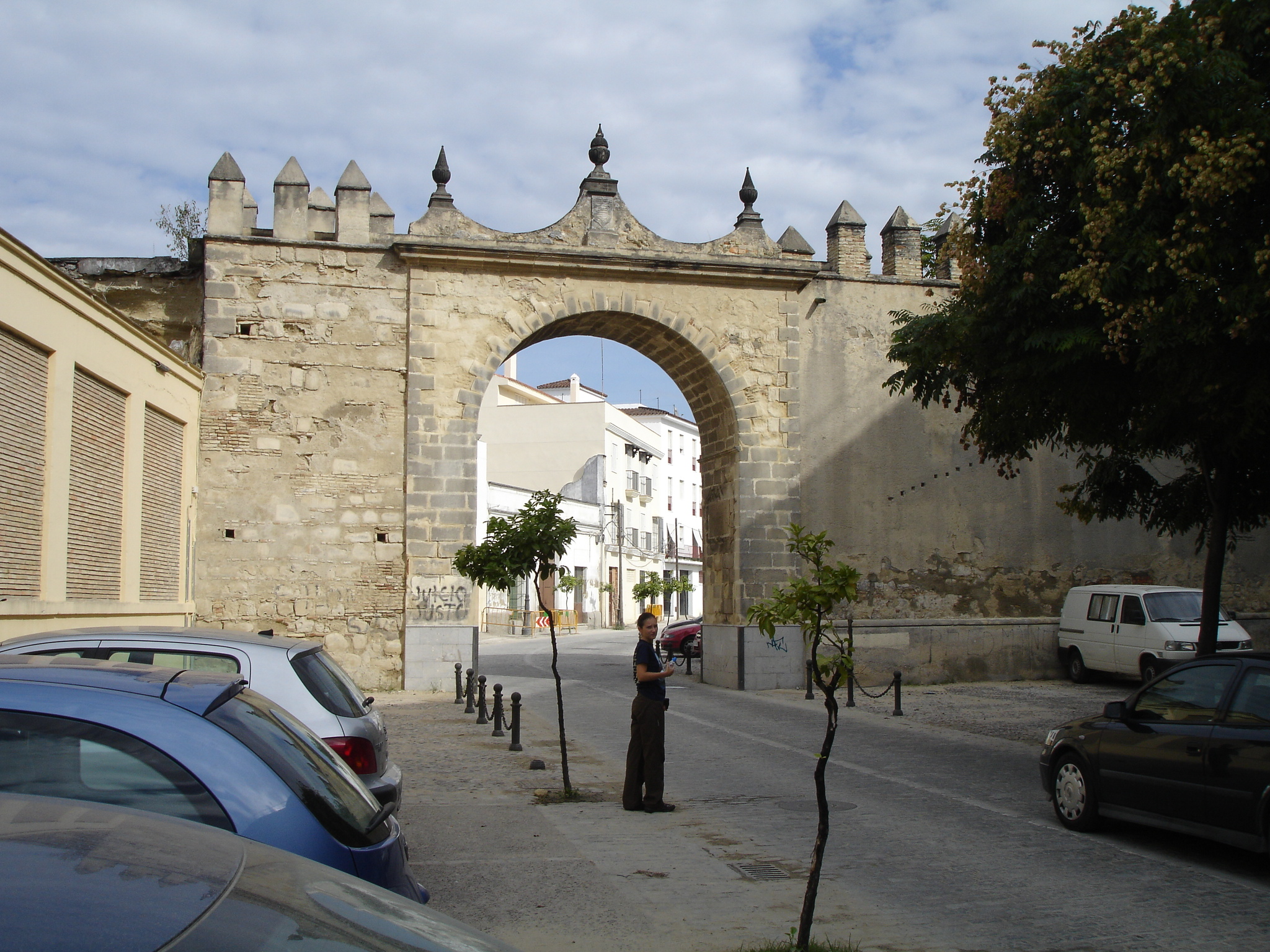
阿罗约门

阿罗约门（西班牙語：Puerta del Arroyo，意为“小溪之门”）是赫雷斯-德拉弗龙特拉城墙的一部分，位于西班牙安达卢西亚自治区赫雷斯-德拉弗龙特拉。 城墙建成已有几个世纪的历史，这是其中开放的一座堡垒。

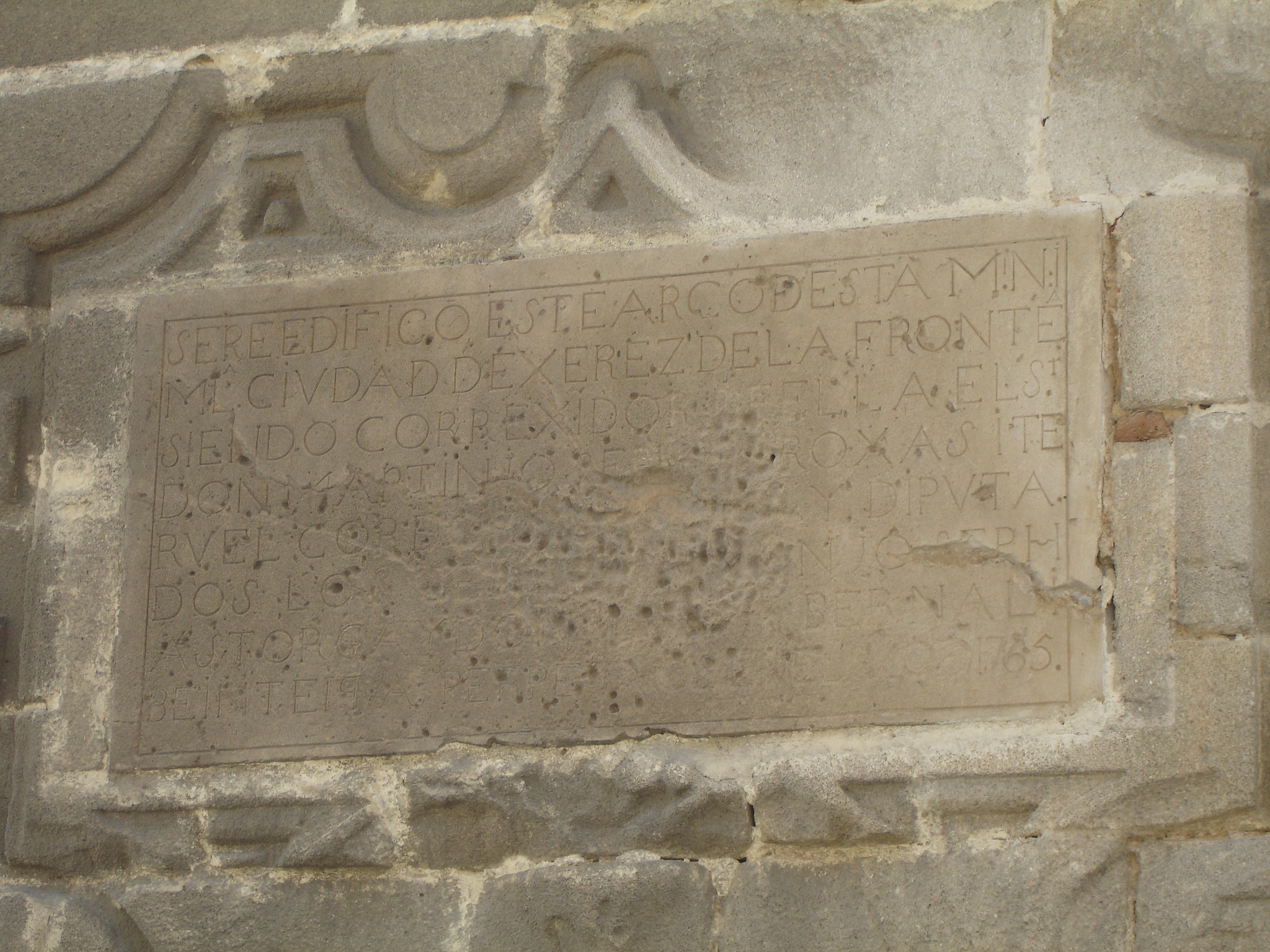
Placa

阿罗约门又名“新门”（Puerta Nueva），建于1500年，1588年和1763年进行了翻新。1787年罗塔门（puerta de Rota）拆除后，阿罗约门取代了它的重要性。
阿罗约门得名于在附近的阿罗约广场（Plaza del Arroyo），曾有一条肮脏的小溪穿过城墙。在1588年的扩建工程中，这条小溪已被完全掩埋。
在阿罗约门旁边是安提瓜小堂（Capilla de la Antigua），两块碑分别立于1588年和1765年。